# Glagah (Glagah)
Glagah is een bestuurslaag in het regentschap Lamongan van de provincie Oost-Java, Indonesië. Glagah telt 2173 inwoners (volkstelling 2010).